# Opération Chammal
Opération Chammal  (tạm dịch: Chiến dịch Chammal) là chiến dịch quân sự của Pháp hiện đang diễn ra ở Iraq và Syria trong nỗ lực ngăn chặn sự bành trướng của Nhà nước Hồi giáo Iraq và Levant và để hỗ trợ Quân đội Iraq. Tên của nó xuất phát từ Shamal (Chammal trong tiếng Pháp), một cơn gió mùa đông bắc thổi qua Iraq và các quốc gia vùng Vịnh Ba Tư.
Cuộc không kích vào Iraq bắt đầu từ ngày 19 tháng 9 năm 2014, cuộc không kích vào Syria bắt đầu vào cuối tháng 9 năm 2015. Chiến dịch của Pháp chỉ giới hạn ở các cuộc không kích; Tổng thống Pháp François Hollande đã nhắc lại rằng sẽ không có quân đội mặt đất nào được sử dụng trong cuộc xung đột. Ngoài ra, tàu khu trục Jean Bart của Pháp đã gia nhập Lực lượng đặc nhiệm 50 của Hải quân Hoa Kỳ (CTF 50) với tư cách là một người hộ tống.
Vào ngày 14 tháng 11 năm 2015, ISIL tuyên bố rằng các cuộc tấn công xảy ra ở Paris ngày hôm trước là sự trả thù cho Opération Chammal. Đáp lại, các lực lượng Pháp đã tăng các cuộc tấn công chống lại ISIL ở Syria.